# Filip Krovinović
Filip Krovinović (Zagreb, 29. kolovoza 1995.) hrvatski je nogometaš koji igra na poziciji veznog igrača. Trenutačno igra za Hajduk Split.

## Klupska karijera
Igrao je u mladim kategorijama Lokomotive, Dinama i Zagreba. U Zagrebu je zaigrao u seniorskom sastavu i ostvario izvrstan učinak od 12 pogodaka, u 75 utakmica koliko ga je trener trebao. 
Zapeo je za oko velikim klubovima. Splitski se Hajduk zanimao za njega, no kako se nije plasirao u Europsku ligu, nije dobio potrebni novac kojim bi ga otkupili od Zagreba. Krovinović je 30. kolovoza 2015. potpisao četverogodišnji ugovor za Rio Ave, klub koji je tih godina u rastu. Osobno je bio zadovoljan ugovorom jer mu odgovara način igre portugalskog nogometa. Zagreb je od ugovora dobio 800 tisuća eura. Nakon 25 odigranih utakmica, u ožujka 2016. potpisao je novi trogodišnji ugovor s Rio Aveom. Ugledni portal GoalPoint.pl odabrao ga je u najbolju momčad portugalskog prvenstva 2016./17., među najboljim veznjacima, s ocjenom 6,38. Od Krovinovića su veće ocjene dobili samo Portov napadač Brahimi s 6,64 i Benficin igrač Pizzi s 6,79. U Rio Aveu je pružio dobre partije zbog čega se za njega zainteresirala velika Benfica. U 33 utakmice koliko je treneru bio nužan, pet je puta zatresao mrežu. 14. lipnja 2017. potpisao je petogodišnji ugovor za Benficu, tada već četiri puta uzastopno portugalskim prvakom. Prema portugalskim medijima Benfica je za Krovinovića platila odštetu od tri milijuna eura. U srpnju 2019. godine je Hrvat posuđen engleskom West Bromwichu iz Albiona. Dana 19. srpnja 2021. godine potpisao trogodišnji ugovor s Hajdukom.

## Reprezentativna karijera
Za hrvatske mlade reprezentacije prvi je put zaigrao 30. travnja 2013. u prijateljskoj utakmici protiv Češke. Prvi je pogodak postigao u prijateljskoj utakmici protiv Crne Gore 26. ožujka 2015. godine.

## Vanjske poveznice
- Filip Krovinović, Hrvatski nogometni savez
- Filip Krovinović na ForaDeJogu (arhivirane) (engl.)
- Filip Krovinović, WorldFootball.net (engl.)